# Reinhard Hoffmann (Politiker, 1936)
 Reinhard Hoffmann  (* 9. August 1936 in Dresden) ist ein deutscher Jurist, Hochschullehrer und er war Politiker (SPD) und Bremer Staatsrat.

## Leben

### Ausbildung und Beruf
Hoffmann studierte Rechtswissenschaften an der Universität Hamburg und er schloss 1964 seine Juristenausbildung mit dem Zweiten Staatsexamen und 1966 mit der Promotion zum Dr. jur. ab.
Er war Hilfs- und Assistent an der Rechtswissenschaftlichen Fakultät der Universität Hamburg und von 1968 bis 1971 Dozent an der Hamburger Hochschule für Wirtschaft und Politik. Seit 1971 war er Professor für Öffentliches Recht, Kollektives Arbeitsrecht und Politikwissenschaft an der Universität Bremen.
1974 wurde er Vorsitzender der Errichtungskommission der Juristischen Fakultät der Universität Hannover.

### Politik und Staat
Das SPD-Mitglied Hoffmann gehörte Ende der 1950er/Anfang der 1960er Jahre zu einem Kreis linker Sozialdemokraten, die den Elzer Kreis gründeten, aus dem wiederum im Frühjahr 1962 die Sozialwissenschaftliche Vereinigung Duisburg hervorging. Zu diesen Kreisen gehörten unter anderem Peter von Oertzen, Jürgen Seifert, Monika Mitscherlich, Wolfgang Hindrichs, Konrad Frielinghaus und Michael Schumann.
Von 1966 bis 1976 war Hoffmann Abgeordneter der Hamburger Bürgerschaft. 1968 gehörte er mit dem Beitrag Innerer Notstand, Naturkatastrophen und Einsatz der Bundeswehr zu den Autoren eines kritischen Bandes über die Deutsche Notstandsgesetze.
Hoffmann wurde zum Senatsdirektor, später Staatsrat berufen
- von 1976 bis 1983 beim Senator für Wissenschaft und Kunst als Vertreter von Senator Horst Werner Franke (SPD)
- von 1983 bis 1995 beim Senator für Bildung, Wissenschaft und Kunst (ab 1991 ohne Kulturressort) als Vertreter von Senator Franke (SPD) und ab 1990 von Senator Henning Scherf (SPD) und
- von 1995 bis zum 30. November 2005 zum Chef der Senatskanzlei (CdS) beim Präsidenten des Senats und Bremer Bürgermeister Henning Scherf.

### Weitere Ämter
Er war durch sein Staatsamt auch Mitglied unter anderem im Fernsehrat vom ZDF, im Stiftungsrat Wohnliche Stadt, im Aufsichtsrat der GEWOBA Bremen, vom Bremer Theater und von bremenports sowie in verschiedenen Kontrollgremien für die Bremer Investitions-Gesellschaft BIG und die Bremer Marketing GmbH (beide heute Wirtschaftsförderung Bremen), JadeWeserPort und Nordmedia.
Er ist seit 1990 Vorsitzender des Stiftungsrates des Museums für moderne Kunst Weserburg in Bremen.